# Primii episcopi ai Ierusalimului
Aceasta este o listă a episcopilor Ierusalimului înaintea Conciliului de la Calcedon (451), care a provocat o schismă.

## Episcopi evrei ai Ierusalimului

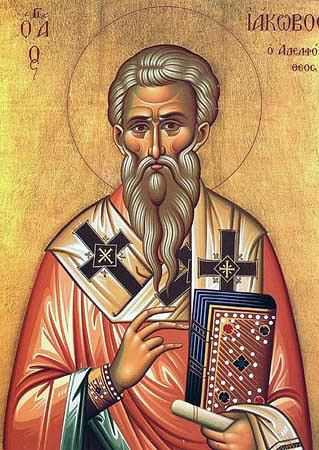
Iacob cel Drept, a cărui judecată a fost adoptată în din, "... ar trebui să le scriem [neamurilor] să se abțină numai de la și de la și de la tot ce a fost sugrumat și de la " (NRSV)

Comunitatea creștină timpurie din Ierusalim a fost condusă de un Consiliu al Bătrânilor⁠(<span title="Vârstnicului (Creștinismului)|Bătrânilor la Wikidata">d), și se considerau parte a comunității evreiești mai largi. Acest sistem colegial de guvernare din Ierusalim este văzut în Acts 11:30 și Acts 15:22.
„Dar din moment ce episcopii au încetatcontroversa despre circumcizie⁠(<span title="Controversa despre circumcizie în creștinismul timpuriu|circumcizie la Wikidata">d) în acest moment [după revolta lui Bar Kohba), se cuvine să dăm aici o listă cu numele lor de la început. Cel dintâi, atunci, a fost Iacob, așa-numitul frate al Domnului; al doilea, Simeon; al treilea, Justus; al patrulea, Zaheu; al cincilea, Tobia; al șaselea, Beniamin; al șaptelea, Ioan; al optulea, Matia; al nouălea, Filip; al zecelea, Seneca; al unsprezecelea, Lutea; al doisprezecelea, Levi; al treisprezecelea, Efres; al paisprezecelea, Iosif; și, în cele din urmă, al cincisprezecelea, Iuda. Aceștia sunt episcopii Ierusalimului care au trăit între alegea apostolilor⁠(<span title="Epoca Apostolică|alegea apostolilor la Wikidata">d) și timpul la care se face referire, toți aparținând de tăierea împrejur”.

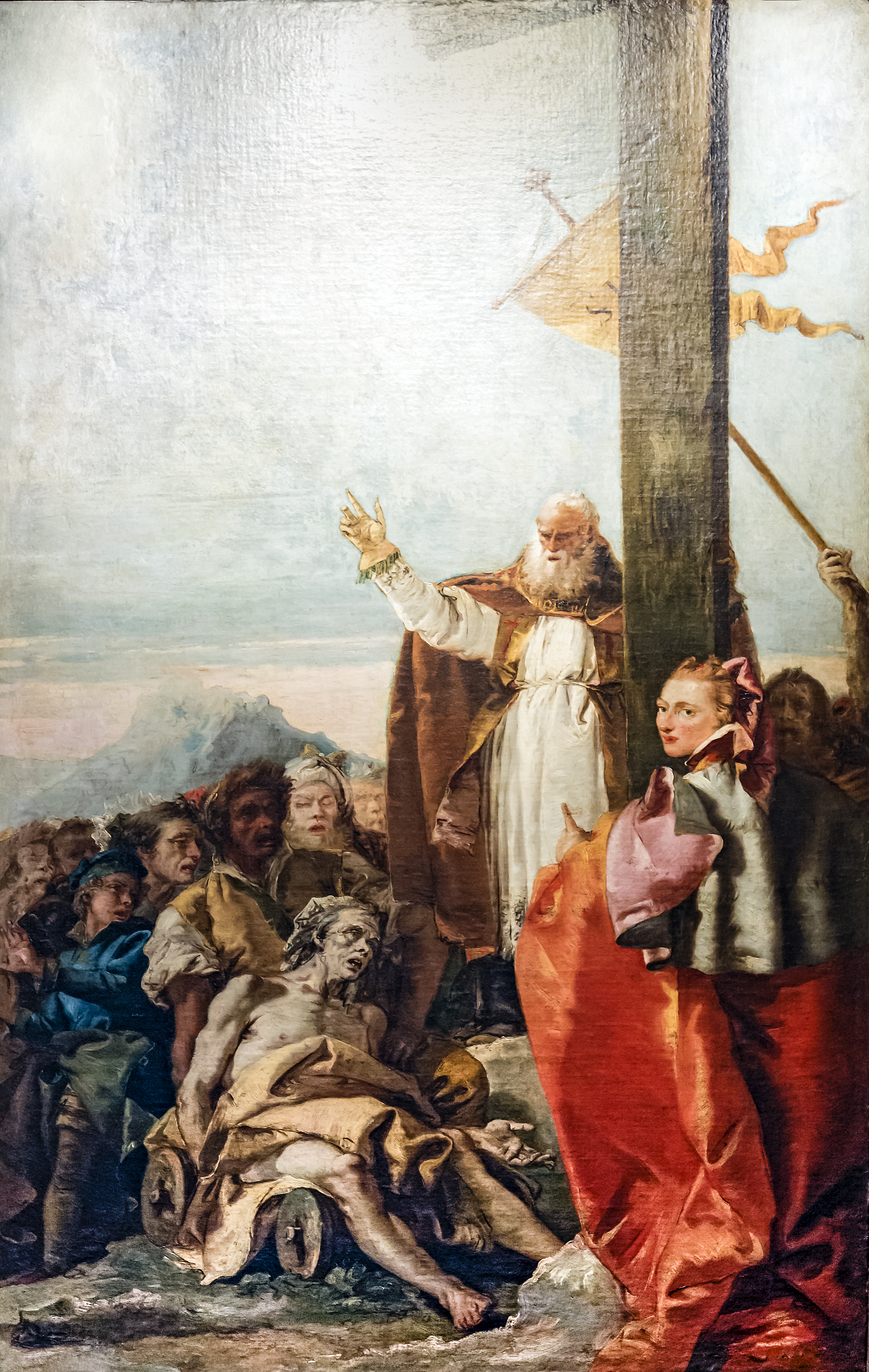
Macarie din Ierusalim

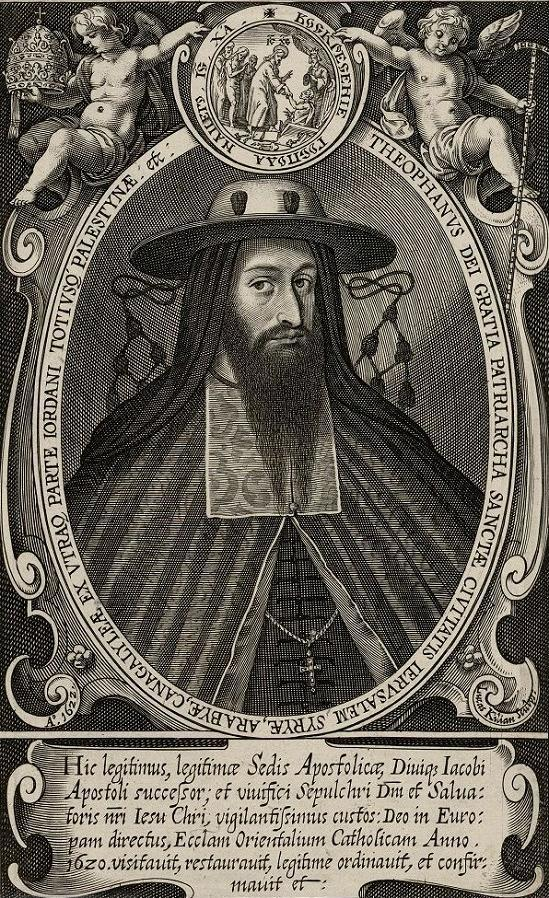
Teofan al III-lea

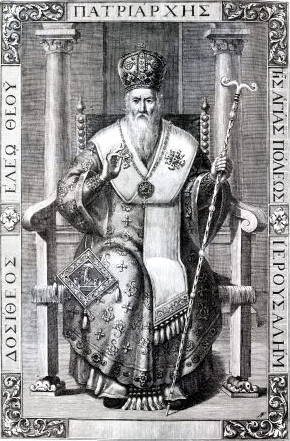
Dositheos al II-lea al Ierusalimului

1. Iacob cel Drept (până în 62)
2. Simeon I (62-107)
3. Justus I (107-113)
4. Zaheu (113–???)
5. Tobia (??? –???)
6. Veniamin I (??? –117)
7. Ioan I (117-???)
8. Matia I (??? –120)
9. Filip (??? –124)
10. Senecas (??? –???)
11. Justus al II-lea (??? –???)
12. Levis (??? –???)
13. Efram (??? –???)
14. Joseph I (??? –???)
15. Iuda (??? –135)

## Episcopi de Aelia Capitolina
Ca urmare a revoltei Bar Kokhba din 135, Hadrian a fost hotărât să șteargă iudaismul⁠(<span title="anti-iudaism|șteargă iudaismul la Wikidata">d) din Provincia Iudaea. Provincia a fost redenumită Siria Palaestina. Ierusalimul a fost lăsat în ruină totală, iar un nou oraș a fost construit în apropiere numit Aelia Capitolina. Acești episcopi dintre neamuri (evreii au fost excluși din oraș, cu excepția zilei Tisha B'Av), au fost numiți sub autoritatea mitropolițior de Cezareea Maritima#Hub creștin|Cezareea. Până la înființarea Patriarhiei⁠(d) în 325, Mitropolitul a fost cel mai înalt rangul episcopal⁠(<span title="Politismul episcopal|rangul episcopal la Wikidata">d) din biserica creștină.
1. Marcus (135-???)
2. Cassianus (??? –???)
3. Poplius (??? –???)
4. Maximus I (??? –???)
5. Julian I (??? –???)
6. Gaius I (??? –???)
7. Simmachus (???)
8. Gaius al II-lea (??? –162)
9. Iulian al II-lea (162–???)
10. Capion (??? –???)
11. Maximus al II-lea (??? –???)
12. Antoninus (??? –???)
13. Valens (??? –???)
14. Dolichianus (??? –185)
15. Narcis (185–???)
16. Dius (??? –???)
17. Germanion (??? –???)
18. Gordius (??? –211)
Narcissus (restaurat) (??? –231)
19. Alexandru (231-249)
20. Mazabanis (249-260)
21. Imeneus (260-276)
22. Zamudas (276-283)
23. Ermon (283-314)
24. Macarie I (314–333), din 325 episcop al Ierusalimului

## Episcopi ai Ierusalimului
Ierusalimul a primit o recunoaștere specială în Canonul VII al Primului Sinod de la Niceea în 325, fără a deveni încă un scaun mitropolitan.
- Macarie I (325-333)
- Maximus al III-lea (333-348)
- Chiril I (350-386)
- Ioan al II-lea (386-417)
- Praulius (417–422)
- Juvenal (422-458), din 451 Patriarh

În 451 sau 452, clerul anti-calcedonian⁠(<span title="Creștinismul non-calcedonian|anti-calcedonian la Wikidata">d) a ales un episcop rival, Teodosie, care a fost forțat să plece în exil în 453. Pentru succesiunile episcopale rivale de după această dată:
- Patriarhul Ortodox Grec al Ierusalimului
- Episcop ortodox sirian al Ierusalimului